# Lignières-en-Vimeu
Lignières-en-Vimeu è un comune francese di 111 abitanti situato nel dipartimento della Somme nella regione dell'Alta Francia.

## Società

### Evoluzione demografica
Abitanti censiti